# صوت الفضاء الرنان
صوت الفضاء الرنان مسلسل كوميدي مؤلف من أربع حلقات تلفزيونية من إنتاج شركة شغف للإنتاج الفني عام 1996.
تأليف الأديب عبد النبي حجازي وإخراج مأمون البني

## الممثلون
بطولة أيمن زيدان - أمل عرفة - فارس الحلو - أيمن رضا - باسم ياخور - رياض نحاس ، وآخرون

## القصة
ثلاثة من شباب الحي يريدون إنشاء فرقة موسيقية غنائية  رغبة منهم تقديم حفلات في الأعراس ولتحسين مستوى معيشتهم ، إنهم يعملون في محل منجد صباحا ويحييون الأعراس مساءً.. 
أحداث مضحكة تصاحب مواجهتهم لمشاكل عدّة...